# Twang (Stimme)
Twang ist eine Gesangstechnik, die zur Variation der stimmlichen Klangfarbe benutzt wird. Durch die Verengung der epiglottischen Falte (die Zunge und der Kehlkopf sind oben und der Kehldeckel leicht angezogen) wird eine Stimmfärbung erzeugt, die vor allem im Musicalbereich Anwendung findet. Durch die Verengung des Kehlkopftrichters beim Twangen wird der Klang der Stimme klarer und weniger kehlig und die Lautstärke der Stimme erhöht. Beim Singen ist der Twang grundsätzlich erforderlich, um die Stimme möglichst korrekt einsetzen zu können. Ebenfalls vereinfacht das Twangen das Singen. Deutliche Unterschiede zwischen normalem Singen und Twangen sind für viele nicht deutlich herauszuhören.